# Bernhardkazerne

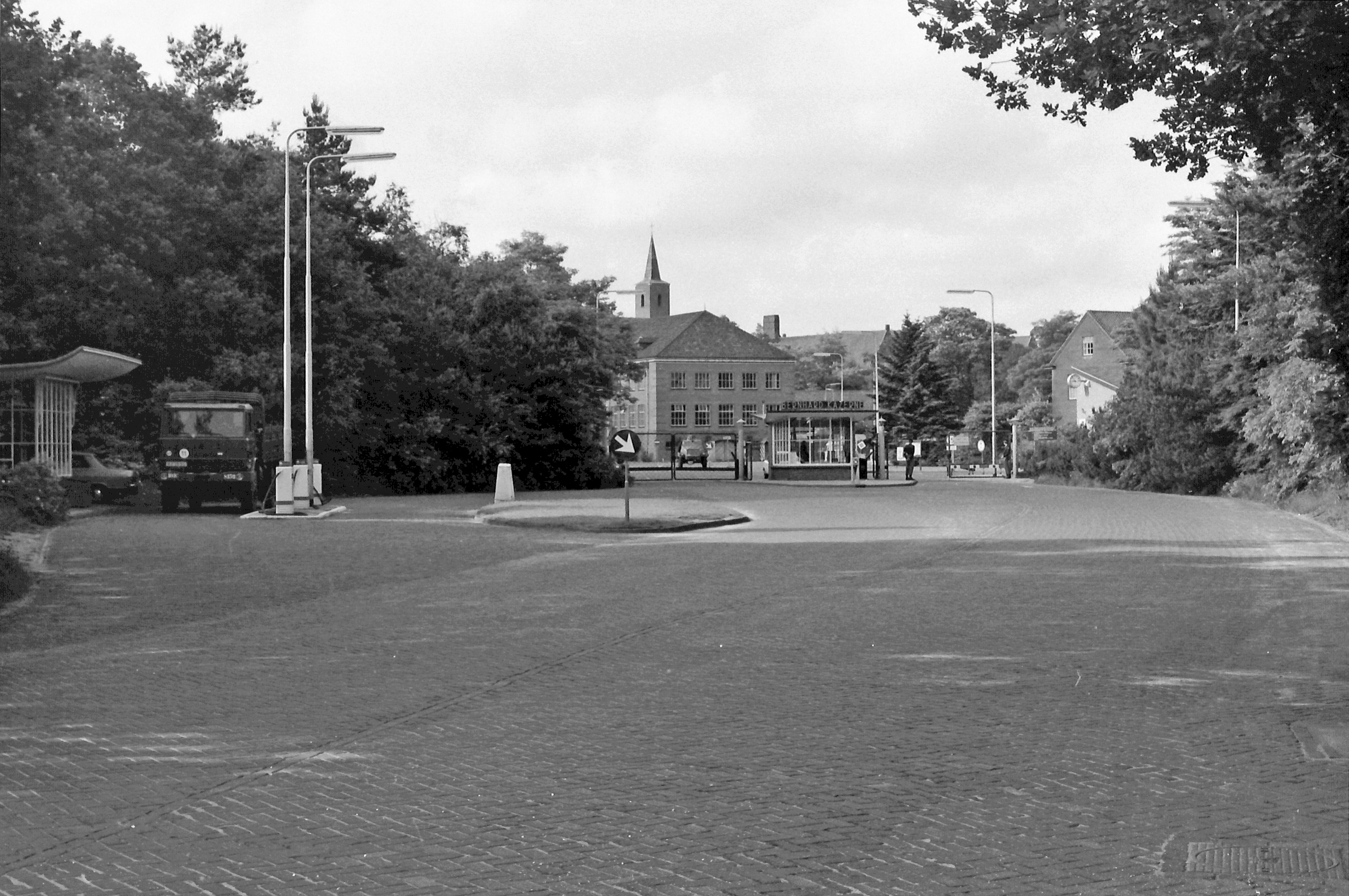
Amersfoort toegang Bernhardkazerne in 1979; op de achtergrond de torenspits van het voormalige klooster Onze Lieve Vrouwe ter Eem

De Bernhardkazerne is een kazerne van de Nederlandse Krijgsmacht aan de Barchman Wuytierslaan in Amersfoort die is vernoemd naar Bernhard van Lippe-Biesterfeld.
Naast de Historische Collectie Cavalerie en de Historische Collectie Verbindingsdienst die op de kazerne een plek hebben, zijn hier de volgende eenheden ondergebracht:
- verschillende eenheden van het Opleidings- en Trainingscommando (OTCo):
  - de staf van het OTCo;
  - het Opleidings- en Trainingscentrum manoeuvre;
  - de Lichamelijke Oefening en Sportorganisatie;
  - het Land Training Centre;
  - het Land Warfare Centre;
- de School Verbindingsdienst (onderdeel van het Command & Control Ondersteuningscommando (C2OstCo).[7][8]
- de Fanfare van het Korps Nationale Reserve;[9]
- een onderdeel van het Materieellogistiek Commando Land (MatlogCo).[10]

Verder ligt naast de Bernhardkazerne het Militair Oefenterrein De Vlasakkers en een raccordement.

## Geschiedenis

#### 1939: De opening van de Bernhardkazerne
In de jaren 1930 erkent de Nederlandse legerstaf dat een grondige vernieuwing nodig is om internationaal bij te blijven. In 1938 wordt hierom een Eskadron opgericht met 12 Landsverk L180 (welke in Nederland M36 werd genoemd). Speciaal voor dit cavalerieonderdeel wordt er bij het oefenterrein De Vlasakkers in Amersfoort een kazerne bestaande uit drie gebouwen in een U vorm gebouwd: een legeringsgebouw (gebouw A), een verzorgingsgebouw (gebouw B) en een garagegebouw (gebouw C). Het complex wordt vernoemd naar prins Bernhard, tevens ritmeester en vaak in Amersfoort te vinden.
De Kolonel-ingenieur J.C. Stumphius, die verantwoordelijk was voor de bouw van de Bernhardkazerne, draagt op 22 mei 1939 de Bernhardkazerne over aan generaal-majoor H.F.M. (Herman) baron Van Voorst tot Voorst, de commandant van de Lichte Divisie en ook inspecteur van de wielrijders en cavalerie.

#### 1940 - 1945: De tweede wereldoorlog
Na mei 1940 krijgen de Duitsers de Bernhardkazerne in bezit, waarbij de kazerne wordt hernoemd naar de Waterlookazerne. De Luftwaffe, die op Soesterberg een vliegbasis heeft, gebruikt de kazerne als vrachtwagenpark. In 1943 moeten Nederlandse oud-officieren zich melden op de Waterlookazerne voor krijgsgevangenschap in Duitsland. Een jaar later worden parachutisten van het Britse leger, die tijdens de Slag om Arnhem gevangen zijn genomen, vastgezet op de kazerne.

#### 1945 - Heden
Na de tweede wereldoorlog werd de Bernhardkazerne weer in gebruik genomen door het Nederlandse leger. Opleidingen op de Sherman-tank beginnen aan de Cavalerieschool in Amersfoort op September 1947. De Sherman tanks worden vanaf 1953 vervangen voor Centurion tanks en verkenners krijgen les op de Franse AMX 13 die begin jaren 60 in gebruik wordt genomen bij de Koninklijke Landmacht. Later nemen de Leopard 1 en de Leopard 2 tanks de taken over.
Na de afschaffing van de Nederlandse Leopard 2 tanks in 2011, wordt de Bernhardkazerne en het aansluitende oefenterrein De Vlasakkers voornamelijk gebruikt voor rijoefeningen met onder andere het infanteriegevechtsvoertuig CV90, en de Pantserhouwitzer 2000. in 2022 zijn het MatlogCo, diverse eenheden van het OTCo waaronder de staf, de School Verbindingsdienst en de Fanfare van het Korps Nationale Reserve gevestigd op de kazerne.
In 2024 wordt de Bernhardkazerne opnieuw geassocieerd met de Leopard 2 tanks als de Defensienota 2024 wordt gepresenteerd op de kazerne. In deze Defensienota wordt aangekondigd dat de tanks terugkeren naar de Koninklijke Landmacht in de vorm van een tankbataljon.

##### Militair Ruitersportcentrum Marcroix
Op 1 oktober 1961 begon op de kazerne de bouw van het Militair Ruitersportcentrum ‘Marcroix’, vernoemd naar het paard van Luitenant-generaal der Cavalerie Charles Pahud de Mortanges. Het ruitersportcentrum is met eigen middelen, zonder enige subsidie of geld van het Rijk gebouwd. Als bouwmateriaal was hoofdzakelijk afval gebruikt. De stenen kwamen bijvoorbeeld van een oude vooroorlogse pantserwagenrijbaan die door de genie werd geruimd om ruimte te maken voor onderhoudsgebouwen. Het hout waarmee de deuren en het dak werd gemaakt kwam van vliegbasis Soesterberg in de vorm van gedoneerde houten kisten waarin vliegtuigmotoren waren verpakt.
Het is interessant dat we hebben vernomen dat op de terreinen van de Bernhard Kazerne te Amersfoort werkzaamheden verricht worden, nodig voor het bouwen van een paardestal. Het juiste is nog niet bekend, maar als het waar is wat er zo gefluisterd wordt dan zullen binnenkort ook de Nederlandse pantserofficieren weer - als van ouds - het rijzadel gaan drukken.— Tijdschrift 'de Hoefslag', December 1961
 Sinds 1961 hebben er zowel militairen als niet-militairen leren omgaan met- en het rijden op paarden en vonden er ook regelmatig wedstrijden en kampioenschappen plaats. In 1973 was het ruitersportcentrum genoodzaakt te verhuizen vanwege de expansie op de Bernhardkazerne en het feit dat de constructie tekenen van verval vertoonde, en reparatie niet meer mogelijk was. Na toestemming te hebben verkregen van de Minister van Defensie is het ruitersportcentrum verhuisd naar een andere locatie op de kazerne. Na bijna 50 jaar moest het ruitersportcentrum wederom verhuizen in verband met de revitalisatie van de Bernhardkazerne. Het ruitersportcentrum is vervolgens van de kazerne af verhuisd naar Landgoed Den Treek-Henschoten aan de Waterlooweg in Leusden.

## Historische Collectie Cavalerie (Cavaleriemuseum)
Op de Bernhardkazerne is sinds 1959 de historische collectie cavalerie gevestigd in het voormalige lesgebouw P, welke is vernoemd naar de beschermheilige van de cavalerie: Sint Joris. de historische collectie bestaat uit de volgende exposities:
- In het Sint Jorisgebouw (gebouw P) worden uniformen, handvuurwapens, zilveren voorwerpen, schilderijen, miniaturen, schaalmodellen e.d. geëxposeerd;

- In het Landsverkgebouw (gebouw C), welke in 2002 vernoemd is naar de eerste pantserwagen van de Nederlandse cavalerie,[4] wordt een groot deel van de collectie historische cavalerievoertuigen van het museum tentoongesteld;

- In de buitenexpositie worden rondom de gebouwen tanks en pantserwagens geëxposeerd;
- verder is er ook een restauratiewerkplaats.[3][26]

## De verbindingsdienst

### De School Verbindingsdienst
Na de sluiting van meerdere kazernes in Ede werd de Bernhardkazerne de nieuwe hoofdlocatie van de School Verbindingsdienst en het toenmalige Command & Control Support Centre (tegenwoordig C2OstCo). deze eenheden hadden zich op 18 februari 2011 gevestigd in het nieuwe Elias Beeckmangebouw. Sinds 2019 is het C2OstCo gevestigd op de Generaal-majoor Kootkazerne in Stroe, maar de School Verbindingsdienst is op de Bernhardkazerne gebleven.

### De Historische Collectie Verbindingsdienst
In het Landsverkgebouw (Gebouw C) is sinds 2012 ook de historische collectie van de Verbindingsdienst ondergebracht.
De collectie toont de geschiedenis van de Verbindingsdienst van het Nederlandse leger en het verhaal van het militair gebruik van verbindingen. Ook wordt gekeken naar de toekomst van de verbindingsdienst. De collectie is verdeeld in vijf tijdsperioden van 50 jaar, die lopen van 1800 tot en met 2050.
ook wordt er in de collectie aandacht besteed aan de elektronische oorlogvoering en zijn historische uniformen en traditiegoederen tentoongesteld. Verder is er een uitgebreid archief en is het Regimentsvaandel te bezichtigen. De Regimentszaal van het Regiment Verbindingstroepen is ook ondergebracht binnen de ruimten van de collectie.

## Revitaliseringsprogramma vastgoed Defensie
Vanaf 2022 zal Defensie samen met het Rijksvastgoedbedrijf tussen 2022 en 2042 twee derde van het vastgoed van Defensie aanpakken en klaarmaken voor de toekomst. Dit zogeheten ‘Revitaliseringsprogramma vastgoed Defensie’ moet een einde maken aan onderhoudsachterstanden en verouderde infrastructuur op kazernes.
In 2022 zou als eerste de Bernhardkazerne in Amersfoort aan de beurt zijn. Hier wordt volgens het plan ongeveer 90 procent van de infrastructuur gesloopt om plaats te maken voor 15 nieuwe, grotere gebouwen. De vernieuwde kazerne moet een voorbeeld zijn voor de aanpak van 26 andere defensiecomplexen in het programma. Vanwege de economische gevolgen van de coronacrisis had het ministerie van Defensie in juli 2020 besloten de Nederlandse bouwsector een financiële impuls te geven door de Bernhardkazerne versneld op te knappen in de periode 2021-2029.

## Galerij

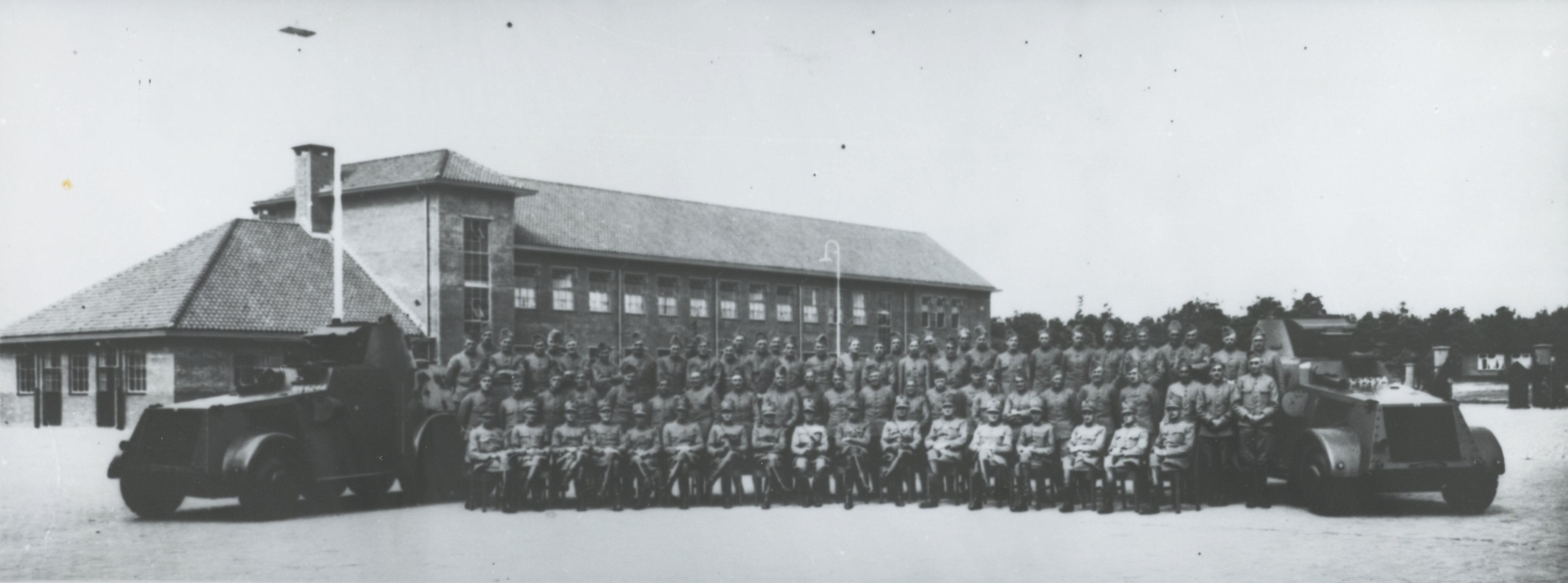
(1939) Militairen van het tweede Eskadron Pantserwagens poseren met twee Landsverk M38 pantserwagens bij Gebouw B.
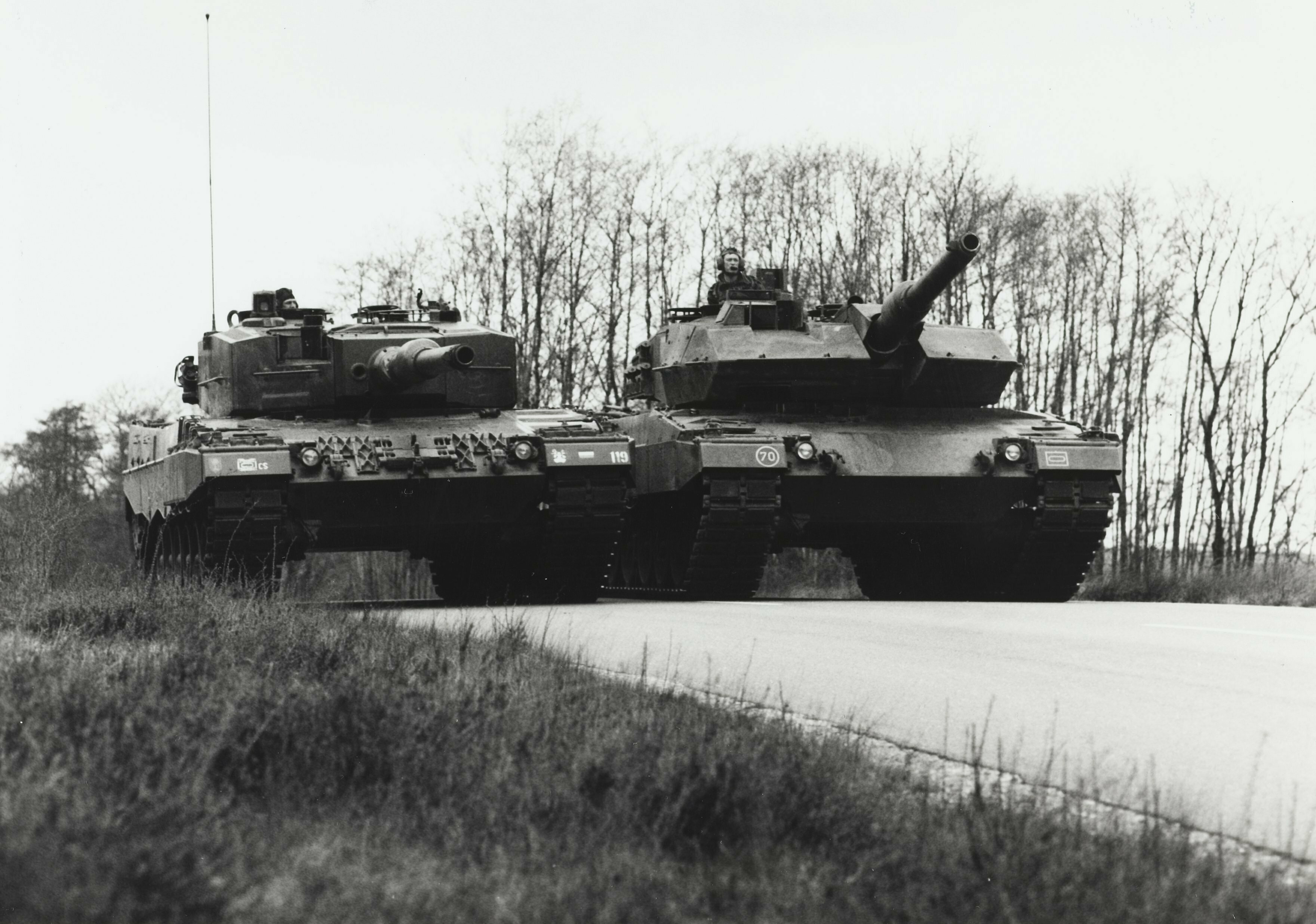
(1994) Een Leopard 2A4 (links) en een Leopard 2A5 (rechts) op het oefenterrein De Vlasakkers.
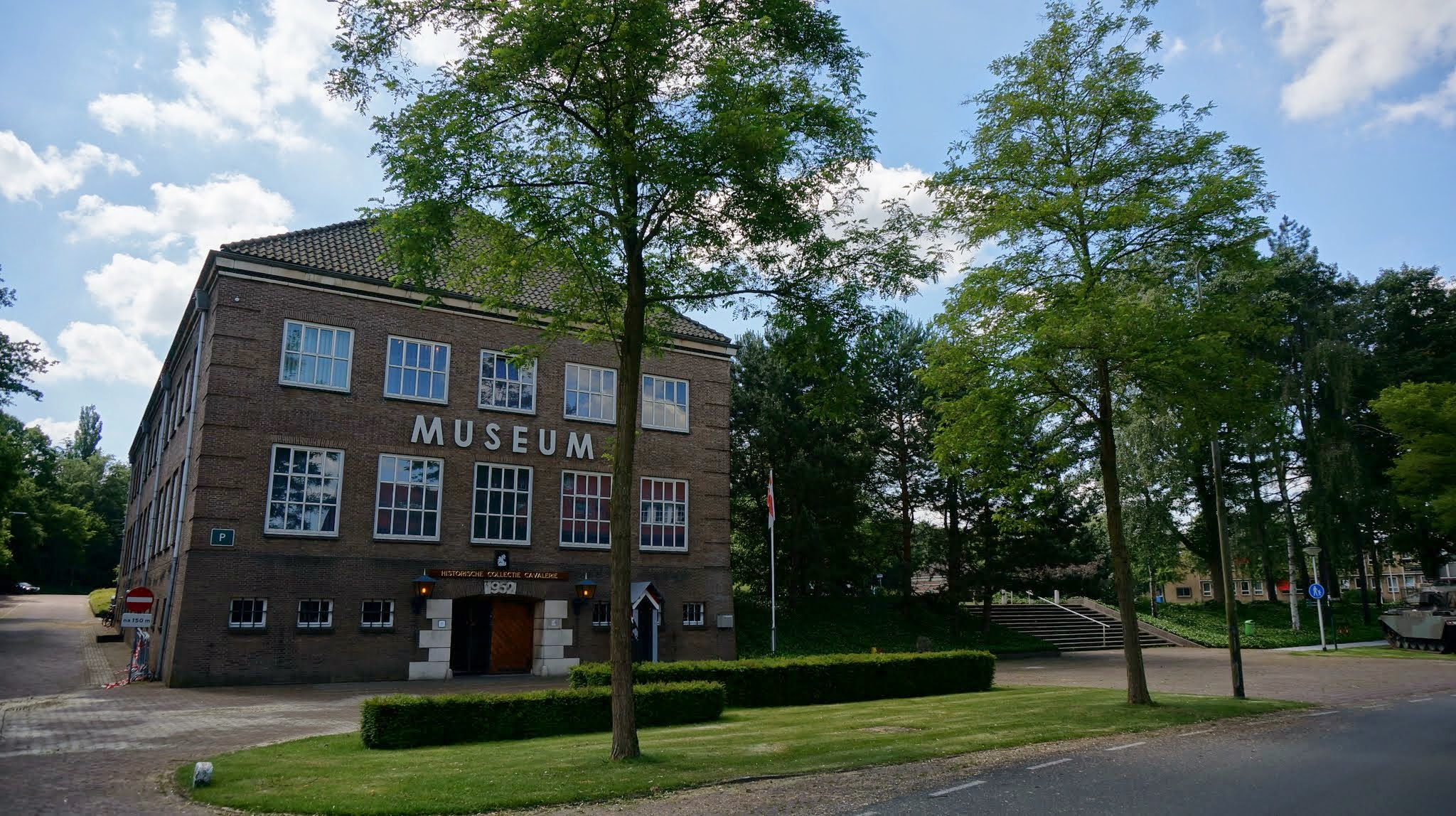
Het Sint Jorisgebouw waarin een deel van de cavaleriecollectie wordt getoond.
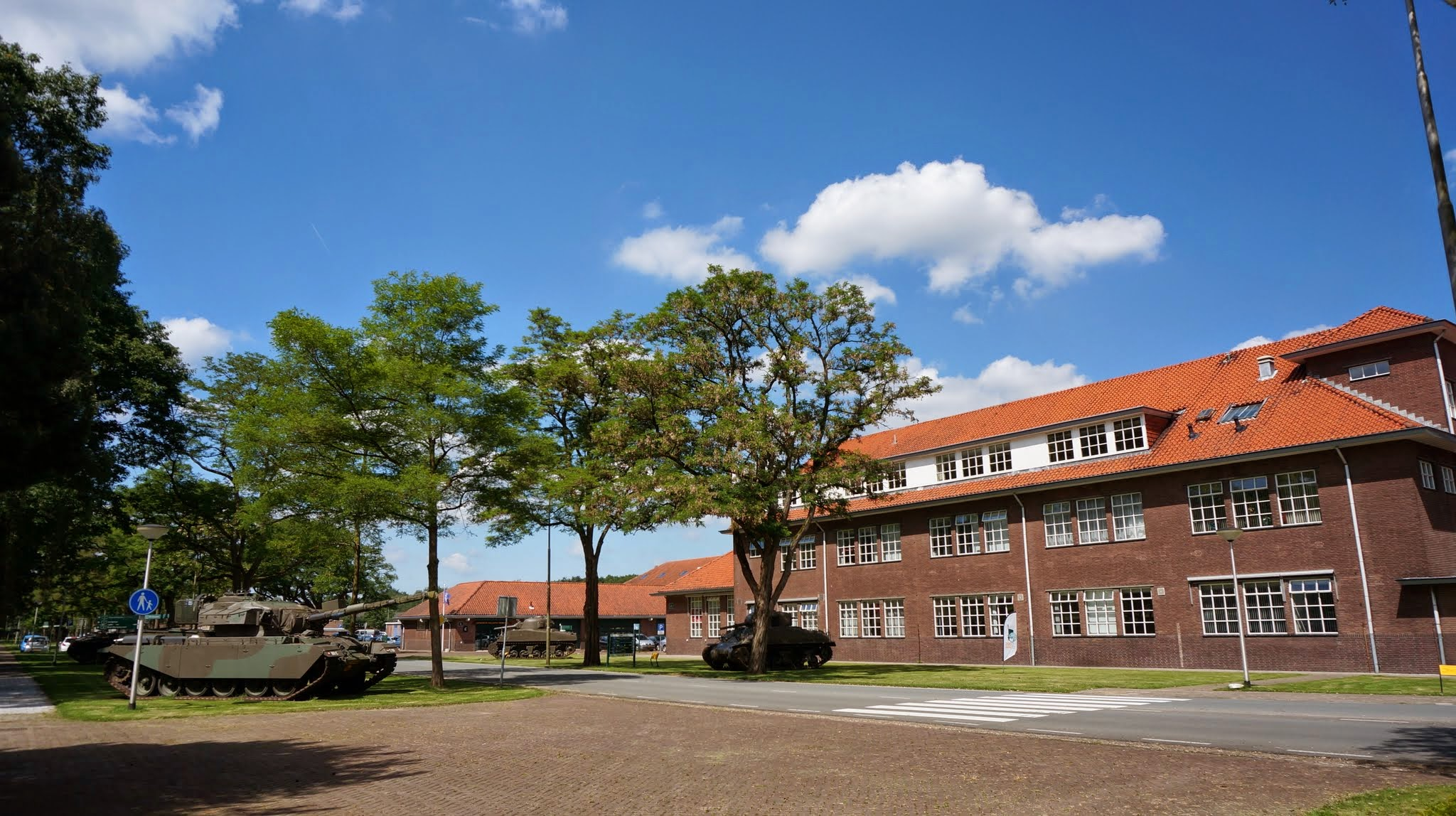
Gebouw A (voorgrond) en gebouw C (achtergrond) op de Bernhardkazerne. Verspreid om de gebouwen heen staat een deel van de buitenexpositie van de historische collectie cavalerie.
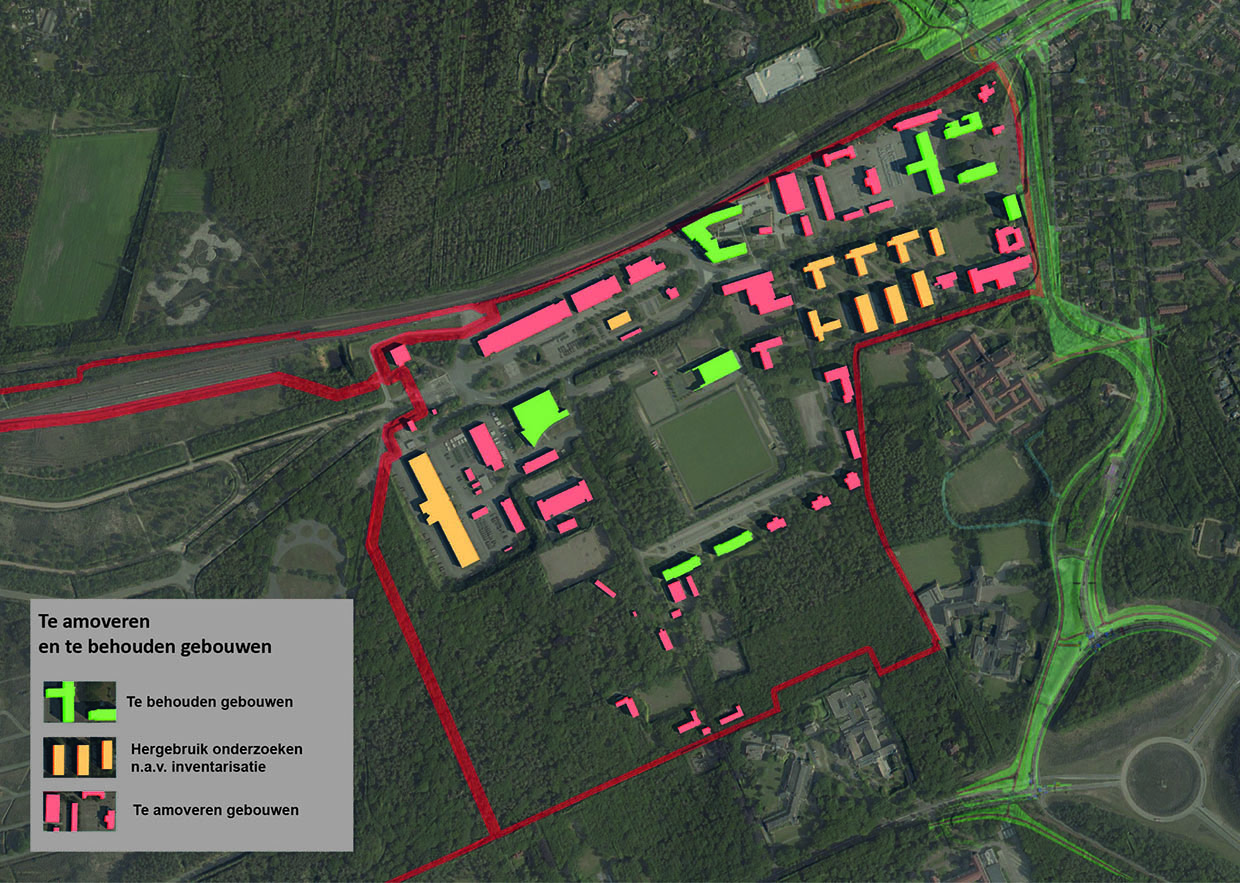
Op deze kaart is zichtbaar gemaakt wat met welk gebouw op de Bernhardkazerne gebeurt tijdens het Revitaliseringsprogramma. Rechts bovenin in het groen zijn de drie oorspronkelijke gebouwen (A, B en C in U-vorm) te zien, en direct daaronder ook in het groen het Sint Jorisgebouw.